# 高橋雄己

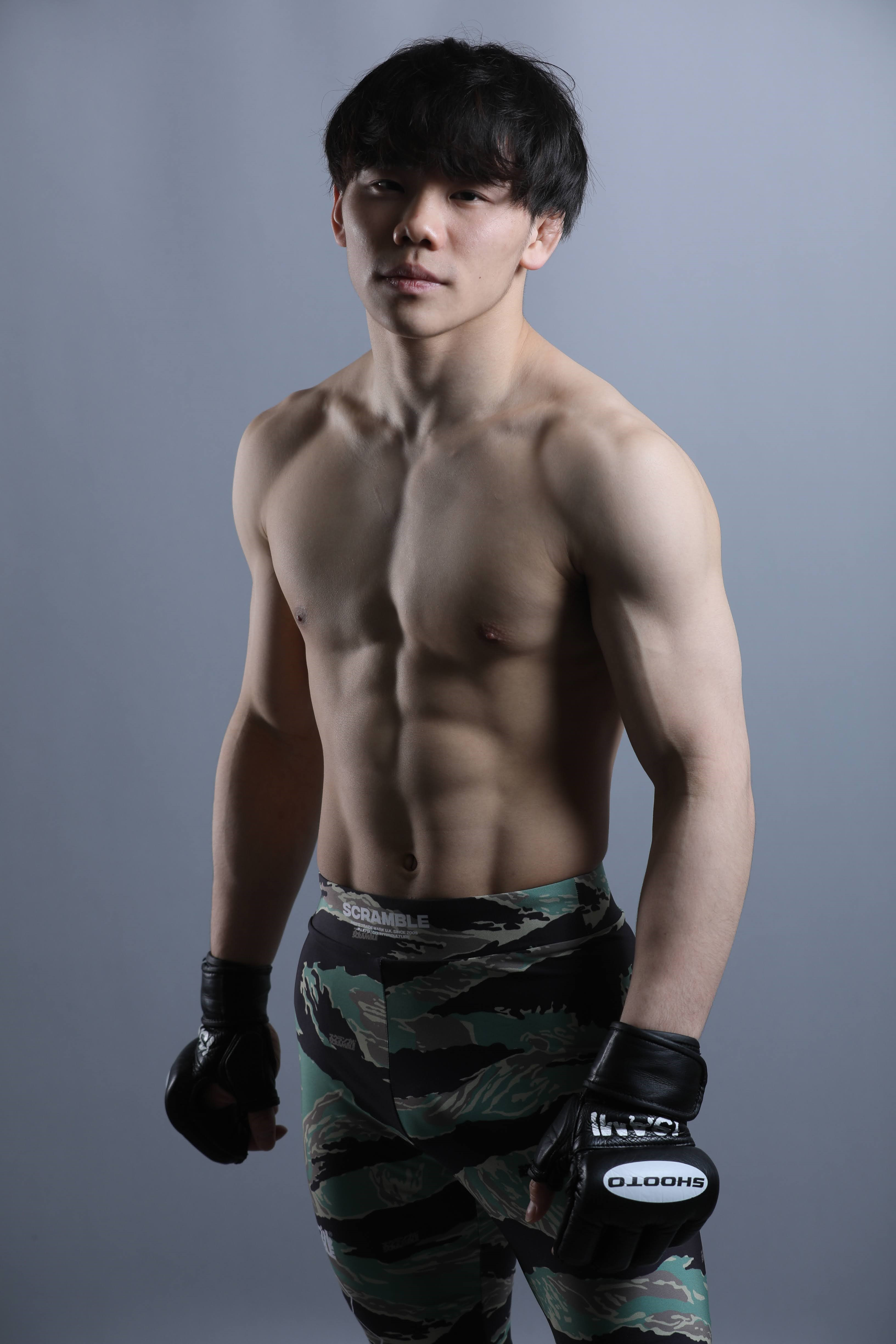

高橋 雄己（たかはし ゆうき、1999年4月14日 - ）は、日本の男性グラップリング選手、総合格闘家。愛知県出身。和術慧舟會HEARTS所属。FINISHERSバンタム級王者。

## 来歴
2022年6月25日、イギリス・ウェールズのICCウェールズで開催された欧州トップグラップリングリーグである「Polaris」に出場し、トミー・イィプから判定3-0で勝利。
2023年2月26日、アメリカ・ペンシルバニアで開催されたグラップリングの大会「FINISHERS」に出場し、ラミロ・ヒメネスからヒールフックで勝利。
2023年7月30日、メキシコ・カンクンで行われたグラウンド状態での掌底有りのグラップリングの世界大会「Combat Jiu-Jitsu world 」に出場、1回戦でIBJJFノーギ茶帯パンナム王者のルーカス・カントをオーバータイムで破り、準決勝でADCC East Coast trial王者のドリアン・オリバーレスにバックチョークで敗れる。
2023年11月12日、アメリカ・ペンシルバニアで開催されたグラップリング大会「FINISHERS」のバンタム級タイトル挑戦を行う。エディ・ブラボーの黒帯にしてFINISHERSバンタム級王者のレイ・ダレオンをオーバータイムで破り、王座を獲得している。
2024年2月8日、イギリス・ドンカスターにて開催されたグラップリング大会「Polaris31」にてジェイク・ゴールドソープから35秒一本勝利を収める。
同年３月３日、日本人としては史上初のPolarisとの独占選手契約を締結した事が発表されている。

## 戦績

### グラップリング
| 勝敗 | 対戦相手                 | 試合結果            | 大会名                                  | 開催年月日     |
| ○    | Rey Deleon               | オーバータイム      | FINISHERS                               | 2023年11月12日 |
| ×    | Dorian Olivarez          | バックチョーク      | CJJ WORLDS                              | 2023年7月30日  |
| ○    | Lucas Canto              | オーバータイム      | CJJ WORLDS                              | 2023年7月30日  |
| ○    | Ramiro Jimenez           | ヒールフック        | FINISHERS                               | 2023年2月26日  |
| ○    | トミー・イィプ           | 10分1R終了 判定 3-0 | Polaris20 Prelims                       | 2022年6月25日  |
| ○    | タイラー・アード         | ヒールホールド      | NAGA New Orleans grappling championship | 2022年5月15日  |
| ○    | ジョシュア・ディアダリオ | ヒールホールド      | NAGA New Orleans grappling championship | 2022年5月15日  |
| ○    | ドレーク・ペレグリン     | ヒールホールド      | NAGA New Orleans grappling championship | 2022年5月15日  |
| ×    | 石黒翔也                 | 8分1R終了 判定0-3   | QUINTET FN7                             | 2021年7月13日  |
| ×    | 米倉大貴                 | 1:28 膝十字固め     | BATTLE HAZARD08                         | 2020年11月22日 |
| ×    | 清水清隆                 | オーバータイム      | GTF.4                                   | 2020年7月26日  |
| ○    | 堤宏太                   | 0:46 ヒールフック   | GTF.4                                   | 2020年7月26日  |

### プロ総合格闘技
| 総合格闘技 戦績 | 総合格闘技 戦績 | 総合格闘技 戦績 | 総合格闘技 戦績 | 総合格闘技 戦績 | 総合格闘技 戦績 | 総合格闘技 戦績 |
| --------------- | --------------- | --------------- | --------------- | --------------- | --------------- | --------------- |
| 3 試合          | (T)KO           | 一本            | 判定            | その他          | 引き分け        | 無効試合        |
| 2 勝            | 0               | 2               | 0               | 0               | 0               | 0               |
| 1 敗            | 0               | 0               | 1               | 0               | 0               | 0               |

| 勝敗 | 対戦相手 | 試合結果                  | 大会名                 | 開催年月日     |
| ×    | 山内渉   | 5分3R終了 判定 0-3        | プロフェッショナル修斗 | 2021年11月6日  |
| ○    | 輝龍     | 1R 3:36（ヒールホールド） | プロフェッショナル修斗 | 2021年3月20日  |
| ○    | 大城匡史 | 1R 1:13（フットチョーク） | プロフェッショナル修斗 | 2019年12月22日 |